# Henrik Malmström (ishockeyspelare född 1998)
Henrik Nils Lucas Malmström, född 2 oktober 1998 i Linköpings domkyrkoförsamling, Östergötlands län, är en svensk ishockeyspelare som spelar för Södertälje SK i Hockeyallsvenskan.
Malmström representerade Östergötland i TV-Pucken säsongen 2013-14. Malmström stod för 2 mål och 2 assist på 8 matcher, och även en Plus/minus-statistik på 10.